# Maurice Cahen
Pour les articles homonymes, voir Cahen.
Maurice Cahen (né le 18 avril 1884 à Saint-Quentin et mort le 18 mai 1926 à Fontenay-aux-Roses) était un germaniste et linguiste français spécialiste des langues scandinaves.

## Biographie
Élève de Charles Andler et d'Antoine Meillet, Maurice Cahen est le neveu de Sylvain Lévi. Cahen enseigne au lycée de Valence après avoir été reçu à l'agrégation. 
Il meurt prématurément d'une méningite. 

## Œuvres
- Le mot dieu en vieux-scandinave, É. Champion, 1921. Thèse Complémentaire pour le Doctorat
- Morphologie du verbe allemand, 1921.
- Études sur le vocabulaire religieux du vieux-scandinave : La Libation, 1921
- L'étude du paganisme au XXe siècle, 1925
- L'inscription Runique Du Coffret De Mortain, Cahen Maurice et Olsen Magnus, 1930